# Corral del Ton del Llarg
El Corral del Ton del Llarg fou un corral de pastors aïllat del terme municipal de Conca de Dalt, dins de l'antic terme d'Hortoneda de la Conca. Pertanyia a l'antic poble d'Herba-savina.
Estava situada al nord-est de la Font de Resteria i de les bordes del Manel i del Tarrufa, a migdia de l'extrem sud-oriental del Serrat de Resteria i a llevant de lo Comellar.